# Grit Breuerová
Grit Breuerová (* 16. února 1972, Röbel, Meklenbursko-Přední Pomořansko) je bývalá německá atletka, sprinterka, jejíž specializací byl běh na 400 metrů.

## Sportovní kariéra
První mezinárodní úspěchy zaznamenala v roce 1988 coby reprezentantka NDR na juniorském mistrovství světa v kanadském Sudbury, kde získala tři zlaté medaile (400 m, 4 × 100 m, 4 × 400 m). V témže roce reprezentovala na letních olympijských hrách v jihokorejském Soulu, kde nastoupila v rozběhu štafetového závodu na 4 × 400 metrů a společně s Dagmar Neubauerovou, Kirsten Emmelmannovou a Petra Müllerovou postoupila do finále. V něm pak místo tehdy šestnáctileté Breuerové nastoupila Sabine Buschová a východoněmecké kvarteto získalo bronzové medaile včetně Breuerové.
V roce 1990 se stala ve Splitu mistryní Evropy v individuálním závodě i ve štafetě na 4 × 400 metrů.

### Tokio 1991
V roce 1991 vybojovala jednu stříbrnou (400 m) a dvě bronzové medaile (4 × 100 m, 4 × 400 m) na světovém šampionátu v Tokiu. V úvodním rozběhu závodu na 400 m obsadila časem 52,56 s desátou příčku a ve čtvrtfinále trať zaběhla o 40 setin sekundy rychleji (13. místo). Mezi hlavní favoritky tehdy patřila především Francouzka Marie-José Pérecová a Ukrajinka Olga Bryzginová reprezentující Sovětský svaz. Breuerové bylo v době šampionátu 19 let. V semifinále však výkonem 50,14 s zaběhla druhý nejrychlejší čas.
Ve finále, které se běželo 27. srpna dokázala cílem proběhnout na druhém místě v čase 49,42 s. Tímto výsledkem vytvořila nový světový juniorský rekord, který dosud žádná z atletek nedokázala překonat. Mistryní světa se stala favorizovaná Marie-José Pérecová, jež 400 metrů zaběhla za 49,13 s.
1. září byly na programu oba štafetové běhy. Kratší sprinterská štafeta na 4 × 100 metrů měla start v 16:15. Východní Němky ve složení (Grit Breuerová, Katrin Krabbeová, Sabine Richterová a Heike Drechslerová) vybojovaly bronzové medaile. Mistryněmi světa se staly Jamajčanky, stříbro získala sovětská štafeta. Čtvrtkařská štafeta byla odstartována před 18. hodinou. Za NDR běžela první úsek juniorská mistryně Evropy v běhu na 400 metrů Uta Rohländerová-Frommová, která štafetový kolík předala Katrin Krabbeové. Třetí úsek běžela půlkařka Christine Wachtelová a finišmankou byla Grit Breuerová, která do cíle doběhla v čase 3:21,25 na třetím místě.

### Doping a návrat
V letech 1992 – 1995 si odpykávala trest za doping a po jeho vypršení se vrátila zpět na atletické ovály. V roce 1996 se stala ve Stockholmu halovou mistryní Evropy. Titul obhájila na následujícím halovém ME 1998 ve Valencii, kde mj. vybojovala bronz Helena Fuchsová. Na evropském šampionátu v Budapešti v roce 1998 získala druhý titul mistryně Evropy pod širým nebem. Společně s Anke Fellerovou, Ute Rohländerovou a Silviou Riegerovou uspěla také ve čtvrtkařské štafetě když Němky ve finiši porazily Rusky o 53 setin.
V roce 1999 se stala v Maebaši halovou mistryní světa. Před ME v atletice 2002 v Mnichově ji sužovaly zdravotní problémy s Achillovou šlachou, které ji nedovolovaly trénink na dráze. Na evropském šampionátu před domácími diváky však nakonec startovala a z rozběhu postoupila do finále. V něm prohrála pouze s Ruskou Zykinovou a na stupních vítězů obdržela stříbro. Na halovém MS 2003 v Birminghamu vybojovala bronzovou medaili.
V roce 2004 byla zbavena obvinění, když se vyhnula dopingové kontrole na soustředění v Jižní Africe. O rok později ukončila atletickou kariéru.